# Mengkopot
Mengkopot is een bestuurslaag in het regentschap Kepulauan Meranti van de provincie Riau, Indonesië. Mengkopot telt 2178 inwoners (volkstelling 2010).